# 31e cérémonie des Hong Kong Film Awards
La 31e cérémonie des Hong Kong Film Awards s'est déroulé le 15 avril 2012 (il peut s'agir des titres internationaux ou/et de noms d'artistes vers des articles non-redirigés).

## Meilleur film
- Une vie simple de Ann Hui
  - La Vie sans principe de Johnnie To
  - The Flying Swords of Dragon Gate de Tsui Hark
  - Overheard 2 de Felix Chong et Alan Mak
  - Let the Bullets Fly de Jiang Wen

## Meilleur réalisateur
- Ann Hui pour Une vie simple
  - Johnnie To pour La Vie sans principe
  - Tsui Hark pour The Flying Swords of Dragon Gate
  - Felix Chong et Alan Mak pour Overheard 2
  - Jiang Wen pour Let the Bullets Fly

## Meilleur acteur
- Andy Lau (Une vie simple)

## Meilleure actrice
- Deannie Yip (Une vie simple)

## Meilleur second rôle masculin
- Lo Hoi-pang (La Vie sans principe)

## Meilleur second rôle féminin
- So Hang-shuen (La Vie sans principe)

## Meilleur scénario
- Susan Chan pour Une vie simple

## Meilleur espoir réalisateur
- Tsang Tsui-shan (The Big blue lake)

## Meilleure musique de film
- Chan Kwong-wing, Peter Kam, Chatchai Pongprapaphan pour Wu Xia

Les nommés étaient :
- Chan Kwong-wing pour A Beautiful Life (en)
- Wu Wai Lap, Li Han Chiang,  Gu Xin pour Flying Swords of Dragon Gate
- Henry Lai pour White Vengeance
- Chan Kwong pour Wing Overheard 2

## Hong Kong Film Award du meilleur film chinois ou taïwanais
- You Are the Apple of My Eye de Giddens Ko
  - The Flowers of War de Zhang Yimou
  - If you are the one 2 de Feng Xiaogang
  - Starry Starry Night de Lin Shu-yu
  - Warriors of the rainbow : Seediq Bale de Wei Te-Sheng

## Récompenses spéciales

### Lifetime Achievement Award
- Ni Kuang